# Re Galantuomo (pirovascello)
Il Monarca (poi Re Galantuomo) è stato un vascello (poi pirovascello) della Real Marina del Regno delle Due Sicilie, successivamente requisito dalla Regia Marina.

## Storia

### IlMonarca
Il Monarca venne impostato nel 1846 su progetto dell'ingegnere Sabatelli e varato nel giugno 1850 nei cantieri di Castellammare di Stabia alla presenza di Ferdinando II delle Due Sicilie (cui era dedicato il nome della nave) e della moglie Maria Teresa. Cinque giorni dopo il varo, il 10 giugno 1850, il vascello venne rimorchiato nell'Arsenale di Napoli per completare l'allestimento, entrando quindi in servizio per la Real Marina del Regno delle Due Sicilie nel novembre 1852. Era in origine nave di linea a tre ponti con esclusiva propulsione a vela (tre alberi a vele quadre), aveva scafo in legno con carena rivestita in rame, era potentemente armato con 84 bocche da fuoco (50 cannoni da 30 libbre, 28 obici Paixhans da 30 libbre con palla incendiaria e 6 cannoni Myllar da 60 libbre, tutti a canna liscia) distribuite su tre ponti (due dei quali a batteria coperta) e con un equipaggio composto da 15 ufficiali e 688 tra sottufficiali, fanti di marina e marinai. Alla sua entrata in servizio era la più grande nave da guerra in Italia: lo rendeva tuttavia anacronistico la mancanza di propulsione a vapore.

### Motorizzazione
Per risolvere questo problema, a circa sei anni dall'entrata in servizio, sul finire del 1858, il Monarca tornò nei cantieri di Castellammare, dove fu sottoposto a lavori di motorizzazione: vennero installate quattro caldaie tubolari ed una macchina alternativa a vapore Maudslay & Field da 450 CV, unitamente ad un'elica (dapprima bipala e successivamente quadripala). L'armamento venne ridotto a 64 pezzi ad avancarica. 
Il 10 luglio 1860 il vascello rientrò in servizio: era allora in corso la spedizione dei Mille, che avrebbe portato al crollo della monarchia del Regno delle Due Sicilie ed all'unità d'Italia, ed il Monarca fu coinvolto in tali vicende.

### Lo scontro con ilTukery

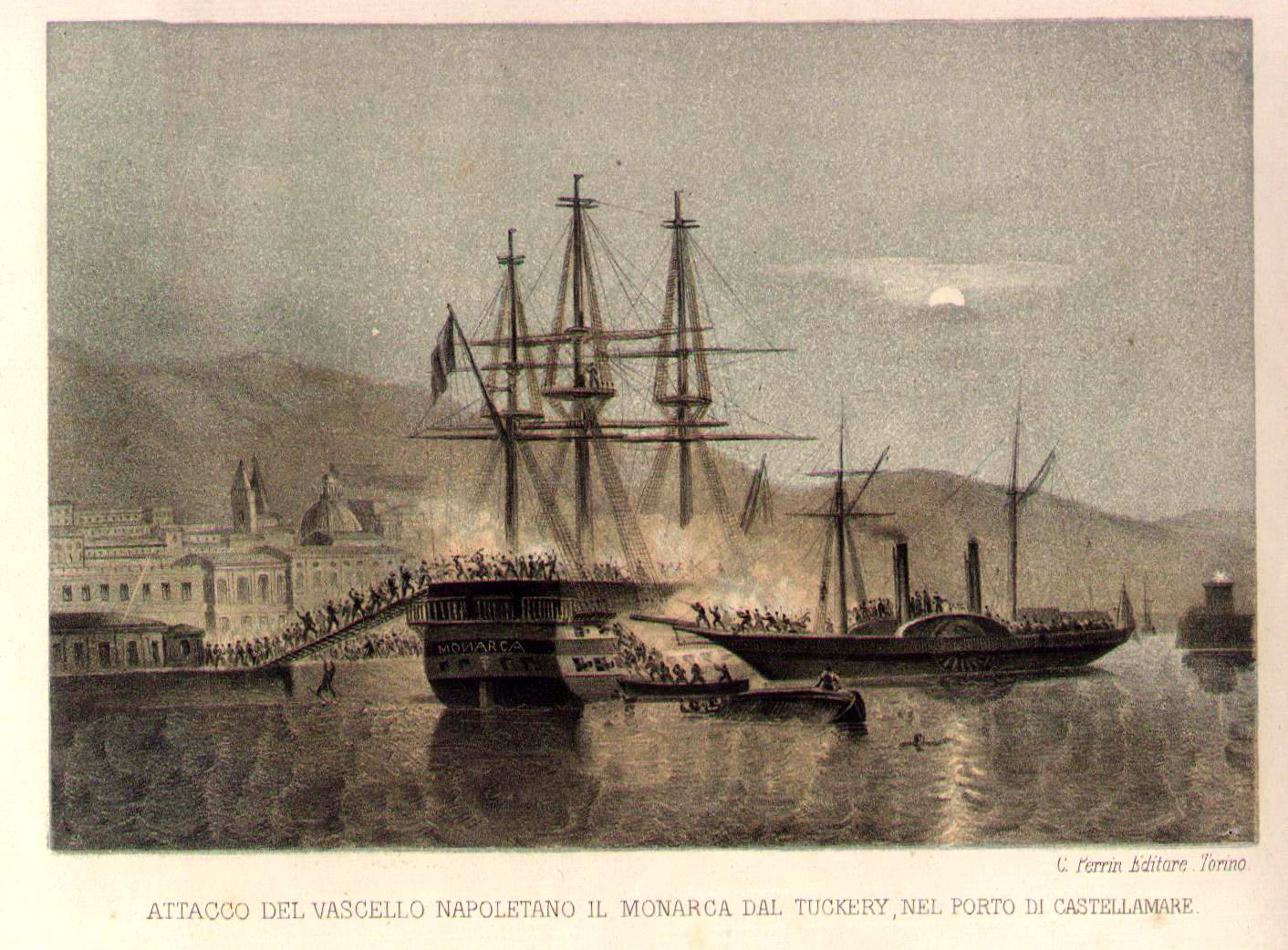
Un’incisione del 1860 di Carlo Bossoli, ritraente l'attacco al Monarca da parte del Tukery

I garibaldini avevano infatti progettato, con l'organizzazione di Giuseppe Piola-Caselli, Segretario di Stato della Marina dittatoriale siciliana, un colpo di mano con cui, dopo essersi introdotti nel porto di Castellammare, dove il Monarca era ormeggiato, avrebbero dovuto catturare il vascello borbonico. Allo scopo sarebbe stata impiegata la pirofregata Tukery, ex borbonica Veloce passata con i garibaldini, che il 12 agosto 1860 era salpata da Palermo ed aveva poi imbarcato, oltre ai 150 uomini di equipaggio, due compagnie del II battaglione Bersaglieri della brigata «Medici». La Tukery era però molto più piccola (e bassa di bordo) rispetto al Monarca, oltreché dotata di un armamento enormemente inferiore, e soffriva in quel momento di problemi alle macchine. Secondo i piani, gli uomini della Tukery ed i bersaglieri, divisi in otto picchetti, avrebbero arrembato il vascello a sorpresa, dopo averlo abbordato nottetempo. Il 13 agosto a Castellammare il capitano di vascello Giovanni Vacca, passato con i piemontesi, fece rimuovere dal Monarca le catene di ferro (ne rimase però una, mancando il tempo di toglierla) e lasciò quelle di canapa, facendo poi ormeggiare il vascello perpendicolarmente alla banchina, con la prua rivolta verso il mare: tutte queste manovre avrebbero dovuto favorire la cattura della nave, ma in realtà non fecero che complicare l'attacco, sconvolgendone i piani, dato che non fu possibile informare Piola-Caselli della mutata situazione. Verso la mezzanotte del 13 agosto la pirofregata italiana penetrò nel porto di Castellammare, trovando però una situazione imprevista: il Monarca non era più ormeggiato lungo la banchina (cosa che avrebbe facilitato l'affiancamento e l'abbordaggio), ma, per via degli ordini impartiti da Vacca, si trovava con la prua rivolta al mare, cosa che avrebbe complicato la cattura, richiedendo che le due navi accostassero le prue; inoltre non c'era nessuna nave da guerra sarda (a differenza di quanto era stato promesso a Piola) e la base era in allerta, causa il falso allarme verificatosi alcuni giorni prima in seguito all'avvistamento di mercantili erroneamente ritenuti carichi di garibaldini. Piola cercò comunque di prendere tempo, chiedendo agli uomini del Monarca dapprima se fosse in porto la pirofregata sarda Maria Adelaide, e poi domandando di attaccare una corda alla catena dell'àncora dell'unità borbonica, per poter girare: tutto ciò mentre l'equipaggio della Tukery cercava di calare tre scialuppe senza essere visto, per cercare di abbordare la nave avversaria (una delle lance riuscì anche a gettare un cavo sulla prua del Monarca, ma rinunciò all'abbordaggio dopo il ferimento di un uomo, mentre le altre, portatesi sotto i portelli dei cannoni, trovarono le scalette ritirate dall'equipaggio e non poterono così salire). A quel punto, tuttavia, i marinai borbonici (per primo, forse, l'ufficiale Cesare Romano) riconobbero la nave ed aprirono il fuoco, diretti dal comandante in seconda, capitano di fregata Guglielmo Acton, dagli alfieri Cesare Romano e Negri e dal primo tenente del corpo dei cannonieri De Simone: la Tukery, di bordo molto più basso del Monarca, venne dapprima fatta oggetto del tiro di moschetti dal pirovascello avversario, poi anche dai moli. L'equipaggio della pirofregata garibaldina si mise al riparo sottocoperta; i bersaglieri invece rimasero ai loro posti ed iniziarono a sparare per reagire al tiro borbonico, mentre Piola ordinò di issare le lance e, dopo aver ordinato macchina avanti per contrattaccare, manovra resa impossibile dalla rottura di un pistone, ordinò di fare macchina indietro per cercare – le fonti non sono concordi – di uscire dal porto per tornare a Palermo o di girare intorno al Monarca per affiancarvisi o di arrembare con la prua: in questa manovra una delle scialuppe venne risucchiata da una delle ruote della Tukery e distrutta, con alcune vittime tra i carabinieri genovesi a bordo, mentre le altre due imbarcazioni dovettero rinunciare all'abbordaggio (una fu poi catturata e l'altra affondata). 

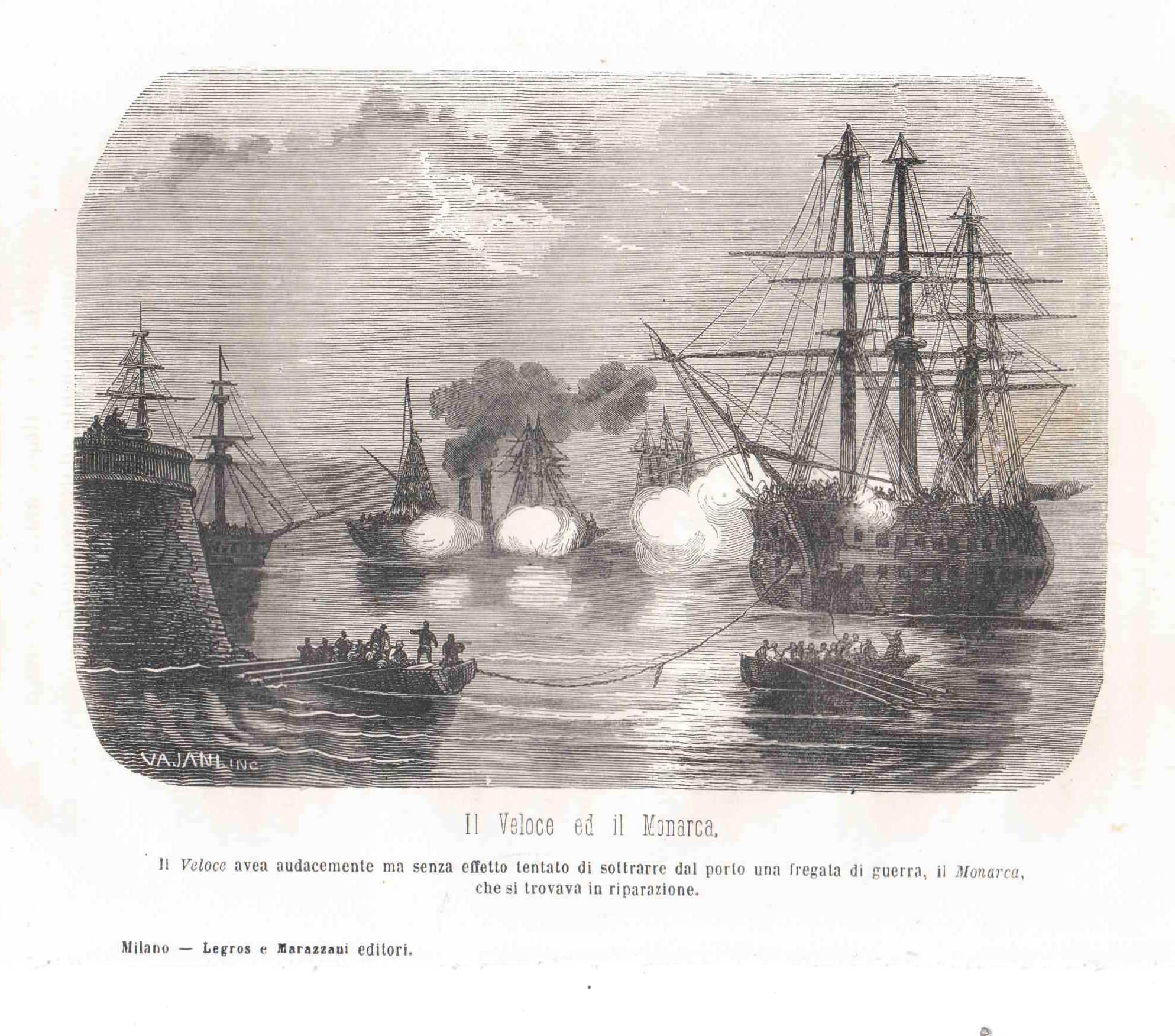
Un’altra incisione, di Pietro Vajani, sull’attacco al Monarca

La macchina a vapore si guastò e la nave rimase immobilizzata per una ventina di minuti, sotto il tiro sia del Monarca, i cui cannoni facevano fuoco a mitraglia, sia delle artiglierie delle fortificazioni di Castellammare (in tutto contro la Tukery furono esplosi sette colpi di cannone), oltre che dei tiratori della Guardia Nazionale che sparavano con le loro armi dalle banchine. Piola invece non aprì il fuoco con i cannoni, in quanto avrebbe rischiato di colpire le navi straniere in rada (vi erano il vascello francese Algesiras e quello britannico Renown), mentre si tentava di riparare le macchine: quando finalmente poté rimettere in moto, la Tukery si ritirò (dapprima venne sospinta dal vento verso la Renown e l’Algesiras, cosa che indusse i borbonici a cessare il fuoco per non colpire navi neutrali) ed uscì dal porto, dopo aver perso dai 3 ai 7 uomini (tra i quali il tenente Colombo dei bersaglieri ed il marinaio Giuseppe Croce) ed aver avuto tra i 6 ed i 17 feriti (compreso il guardiamarina Da Fieno). Da parte borbonica, l'unica vittima fu il marinaio cannoniere Ferdinando Carino, mentre rimasero feriti il capitano di fregata Acton (che per l'azione venne promosso capitano di vascello onorario e decorato da Francesco II con la Croce di Cavaliere dell'Ordine di San Ferdinando e del Merito) e due marinai, Gaetano Caravella e Donato Fabiano.

### Re Galantuomo
Il 6 settembre 1860, quando Francesco II si ritirò da Napoli al comando del suo esercito per condurre la resistenza contro le forze garibaldine da sud e le truppe regolari sabaude penetrate nei confini del Regno da nord, e infine chiudersi nella fortezza di Gaeta, il Monarca, al comando del capitano di vascello Giuseppe Flores, si rifiutò, al pari della quasi totalità della flotta borbonica, di seguire il sovrano, e rimase invece a Napoli, dove il 9 settembre passò alla Marina del Regno di Sardegna, per la quale, ribattezzato Re Galantuomo, entrò in servizio il 17 novembre 1860. Al cambio del nome corrispose anche quello della polena: la statua di Ferdinando II (il Monarca) che ornava la prua della nave, infatti, venne sostituita con un busto di Vittorio Emanuele II (il Re Galantuomo).
Al comando del capitano di vascello Giraud, il Re Galantuomo partecipò quindi alle operazioni di blocco navale ed assedio di Gaeta: il 27 gennaio 1861 giunse infatti nelle acque di Mola di Gaeta, prendendo parte al blocco. In due occasioni il vascello prese direttamente parte ad operazioni di bombardamento navale contro i forti di Gaeta: il 3 febbraio 1861, contro le batterie di Ponente, ed il 5 febbraio, cannoneggiando le batterie della Trinità. Gaeta si arrese il 13 febbraio. Per essersi distinti nell'assedio vennero decorati di Medaglia d'argento al valor militare 11 uomini del Re Galantuomo, mentre altri 7 ricevettero la Medaglia di bronzo.
Dopo Gaeta, il Re Galantuomo rientrò dapprima a Napoli e quindi venne inviato a Messina, dove ancora resisteva la cittadella fortificata in mano alle truppe borboniche, e partecipò alle operazioni di bombardamento che portarono tale forte alla resa, il 12 marzo 1861.
Nata, il 17 marzo 1861, la Regia Marina, il successivo 1º aprile il Re Galanuomo venne iscritto nei suoi ruoli come pirovascello ad elica di III ordine: inizialmente fu la più grande nave da guerra battente bandiera italiana. Dopo aver fatto ritorno a Napoli, nel febbraio 1862 il vascello venne sottoposto a nuovi lavori nei cantieri di Castellammare, ricevendo una nuova elica che permise di incrementare la velocità ad 8-9 nodi. Nei mesi successivi il Re Galantuomo partecipò a diverse crociere nelle acque del Mediterraneo, per poi diventare, il 1º febbraio 1863, nave di bandiera del contrammiraglio Giovanni Vacca, comandante della Divisione del Levante.
Il 5 settembre 1863 il Re Galantuomo, agli ordini del capitano di vascello Ulisse Isola, salpò alla volta dell'America, dove trasportò l'equipaggio destinato ad armare la pirofregata corazzata Re d'Italia, in fase avanzata di costruzione presso i cantieri Webb di New York. Nel corso della navigazione di ritorno attraverso l'Atlantico, il vascello affrontò più volte violente tempeste, riuscendo a superarle grazie alla perizia dell'equipaggio: all'arrivo a Napoli, nel maggio 1864, la nave venne festeggiata, ed il 4 giugno 1864 diciotto membri dell'equipaggio della nave vennero decorati con la Medaglia d'argento al valor militare, con la motivazione «per essersi maggiormente distinto per abnegazione, sangue freddo e coraggio, nei fortunali ai quali andò soggetto il pirovascello RE GALANTUOMO durante la traversata oceanica da New York all'Italia».
Nel maggio 1864 il vascello venne nuovamente mandato nell'arsenale di Castellammare, dove subì la sostituzione dell'alberatura e venne adattato all'impiego come nave scuola cannonieri, operando poi in tale funzione dapprima al comando del capitano di vascello Luigi Buglione di Monale e poi del parigrado Enrico De Viry, svolgendo varie crociere nel Mediterraneo. In seguito la nave venne assegnata alla Squadra d'Evoluzione con base a Taranto, insieme alle pirofregate corazzate San Martino e Principe di Carignano, alla pirocorvetta corazzata Terribile ed a due fregate, una corvetta e tre cannoniere in legno.
Nel maggio 1866 il Re Galantuomo venne sottoposto a Taranto a lavori di sostituzione dell'armamento, che venne ridotto a 47 pezzi (4 cannoni a canna rigata da 160 mm, 6 cannoni a canna liscia da 200 mm, due obici da 200 mm a canna liscia, 24 cannoni da 160 mm a canna liscia, 4 cannoni a canna rigata da 120 libbre e sette a canna rigata in bronzo da 8 libbre). Terminati i lavori, la nave, con base a Taranto, pattugliò l'Adriatico meridionale e lo Ionio nel corso della terza guerra d’indipendenza.
Sul finire del 1866 assunse il comando del vascello il capitano di fregata Simone Pacoret de Saint-Bon. Il Re Galantuomo riprese poi, dal 1867 al 1875, ad essere utilizzato come nave scuola cannonieri nel golfo della Spezia. Nella notte tra il 16 ed il 17 agosto 1871 sulla nave, ormeggiata a La Spezia, caddero due fulmini, senza tuttavia provocare alcun danno.

### Radiazione
L'ormai superato vascello venne posto in riserva il 1º gennaio 1875 e fu quindi radiato il successivo 31 marzo. Usato per qualche tempo come nave caserma, venne successivamente smantellato a La Spezia.
Ai piani del Re Galantuomo sono state ispirate le linee dei grandi velieri scuola Amerigo Vespucci e Cristoforo Colombo, costruiti nei primi anni trenta del ‘900. La polena della nave è conservata presso il Museo tecnico navale di La Spezia.